# 賄賂罪
賄賂罪（わいろざい）とは、日本の刑法197条-198条に規定されている犯罪類型の総称である。

## 概説
日本の公務員に、公権力の行使に関して何らかの便宜を図って貰うために、金品などを提供する賄賂による職権濫用・法律違反に関する犯罪規定である。以前は、仲裁人についても刑法で規定されていたが、現在は仲裁法50条-55条に同様の犯罪が規定されている。現在公務員である者に対する行為のほか、過去に公務員であった者に対する行為（197条の3第3項の事後収賄罪）や公務員になろうとする者に対する行為（197条2項の事前収賄罪）や法律上みなし公務員とされた民間人の行為についても犯罪とされる場合がある。
この場合の保護法益は国家的法益であると解されているが、その意義について争いがある。「職務行為の不可買収性」とする見解、「職務行為の公正」であるとする見解がある。さらに「職務行為に対する国民の信頼」を保護法益とする見解（判例の立場）もある。
一般に収賄の立証が困難なため、贈賄側有罪（事実を認めるため）、収賄側無罪（賄賂性を頑強に否認、証拠も不十分のため）となる事件も多い。また贈賄罪と収賄罪は公訴時効が異なっている。贈賄側の公訴時効が成立している一方で収賄罪側の公訴時効が成立しないため、収賄罪側のみ立件することを「片肺飛行」と表現することがある。
収賄罪と贈賄罪は、収賄行為と贈賄行為の両方の行為が犯罪となることが必要である必要的共犯（対向犯）とされる。具体的には、賄賂収受罪と賄賂供与罪、賄賂約束罪どうしが必要的共犯とされる。一方、賄賂申込罪と賄賂要求罪は一方の行為のみで犯罪となり、必要的共犯ではない。
収賄罪は、先に述べたとおり、公務員という身分がなければ成立しない真正身分犯であるが、この犯罪に、公務員身分のないものが、共犯として加担した場合は、その身分なき者についても収賄罪が成立する（第65条1項）。例として2007年（平成19年）の山田洋行事件において、公務員ではない守屋武昌防衛事務次官の妻が収賄罪で逮捕された例がある（後に不起訴処分）。
公職選挙法改正により公職として1992年（平成4年）2月16日以降に収賄を犯したとして有罪が確定した場合には、執行猶予中や刑期満了後一定期間は公民権が停止される。
なお、あっせん贈賄罪が1958年（昭和33年）改正により新設されたが、1980年（昭和55年）改正により削除されている。

## 単純収賄罪
公務員が、その職務に関し、賄賂を収受し、又はその要求若しくは約束をしたときは、5年以下の拘禁刑に処される（刑法197条1項前段）。他の加重類型と区別するために単純収賄罪と呼ばれる。

### 主体
本罪の主体は「公務員」である（真正身分犯）。

### 行為
本罪の行為は職務に関し、賄賂を収受し、またはその要求もしくは約束をすることである。

## 受託収賄罪
公務員が、請託を受けて、その職務に関し、賄賂を収受し、又はその要求若しくは約束をしたときは、7年以下の拘禁刑に処される（刑法197条1項後段）。1941年（昭和16年）改正により新設された。

### 主体
本罪の主体は「公務員」である（真正身分犯）。

### 行為
受託収賄罪は単純収賄罪のうち公務員が請託を受けた場合を特に重く罰する加重類型である。

## 事前収賄罪
1941年（昭和16年）改正により新設された。

### 趣旨
本罪は公務員になろうとする者が利益を得て職務の公正を害する危険を抑止するものであるが、行為時には公務員ではないことから職務の公正を害する危険性は未だ小さいため、請託を受けたことを要件としてこれを処罰する趣旨である。

### 主体
本罪の主体は「公務員になろうとする者」である（真正身分犯）。

### 行為
本罪の行為は、その担当すべき職務に関し、請託を受けて、賄賂を収受し、またはその要求もしくは約束をすることである。

## 第三者供賄罪
1941年（昭和16年）改正により新設された。

### 趣旨
本罪は他人の利益のために供与させるもので、自己の利益のために供与させる場合よりも職務の公正を害する危険性は相対的に低いものの、請託を受けた場合については職務の公正を害する危険性が高まることからこれを処罰する趣旨である。

### 主体
本罪の主体は「公務員」である（真正身分犯）。

### 行為
その職務に関し、請託を受けて、第三者に賄賂を供与させ、またはその供与の要求もしくは約束をすることである。

## 加重収賄罪

### 趣旨
将来的な利益を目的とする収賄罪を処罰し不正行為を抑止する趣旨であるが、不法内容を補うため職務に対する一定の影響を付加的に要件としている。

### 主体
本罪の主体は「公務員」である（真正身分犯）。

### 行為
加重収賄罪は単純収賄罪・受託収賄罪・事前収賄罪・第三者供賄罪の加重類型である。

## 事後収賄罪
1941年（昭和16年）改正により新設された。

### 趣旨
加重収賄罪と同じく将来的な利益を目的とする収賄罪を処罰する趣旨であるが、加重収賄罪と異なり将来の職務に影響を及ぼす危険性がないため不法内容を補うため在職中に請託を受けることを要件としている。

### 主体
本罪の主体は「公務員であった者」である（真正身分犯）。

### 行為
その在職中に請託を受けて職務上不正な行為をしたことまたは相当の行為をしなかったことに関し、賄賂を収受し、またはその要求もしくは約束をすることである。

## あっせん収賄罪
1958年（昭和33年）改正により新設された。その新設に尽力した当時の法務大臣は唐沢俊樹であった。

### 趣旨
職務行為といえないあっせん行為を目的とする収賄罪を処罰する趣旨である。

### 主体
本罪の主体は「公務員」である（真正身分犯）。

### 行為
請託を受け、他の公務員に職務上不正な行為をさせるように、または相当の行為をさせないようにあっせんをすることまたはしたことの報酬として、賄賂を収受し、またはその要求もしくは約束をすることである。

## 贈賄罪

### 主体
各種の収賄罪とは異なり、身分犯ではなく、本罪の主体に特に制限はない。

### 行為
本罪の行為は賄賂の「供与」「申込み」「約束」である。公務員に対して、ある職務行為を行うあるいは行わないように、財産上の利益を供与し、またはその申込あるいは約束する行為を指す。

## 特別法上の賄賂罪

### 各種法令上の賄賂罪
公務員以外でもみなし公務員については刑法上の賄賂罪が適用されるほか、以下については個別の法律に贈収賄の処罰が規定されている。なお、刑法上の賄賂罪とは処罰対象や法定刑が異なる場合がある。
| 対象                           | 対象                                                                     | 対象 | 法律                                                                                 |
| 組織                           | 組織                                                                     | 者 | 法律                                                                                 |
| ------------------------------ | ------------------------------------------------------------------------ | --- | ------------------------------------------------------------------------------------ |
| 国際機関                       | 国際刑事裁判所                                                           | 裁判官、検察官その他の職員                                                                                        | 国際刑事裁判所に対する協力等に関する法律58条-63条                                    |
| 株式会社                       | 商工組合中央金庫                                                         | 取締役、執行役、会計参与、監査役、職員                                                                            | 株式会社商工組合中央金庫法67条-69条                                                  |
| 株式会社                       | 日本政策投資銀行                                                         | 取締役、執行役、会計参与、監査役、使用人                                                                          | 株式会社日本政策投資銀行法30条-32条                                                  |
| 株式会社                       | 日本アルコール産業                                                       | 取締役、執行役、会計参与、監査役、職員                                                                            | 日本アルコール産業株式会社法13条-15条                                                |
| 株式会社                       | 日本たばこ産業（JT）                                                     | 取締役、執行役、会計参与、監査役、職員                                                                            | 日本たばこ産業株式会社法14条-15条の2                                                 |
| 株式会社                       | 日本郵政                                                                 | 取締役、執行役、会計参与、監査役、職員                                                                            | 日本郵政株式会社法18条-20条                                                          |
| 株式会社                       | 日本郵便                                                                 | 取締役、執行役、会計参与、監査役、職員                                                                            | 日本郵便株式会社法19条-21条                                                          |
| 株式会社                       | NTT NTT東日本 NTT西日本                                                  | 取締役、会計参与、監査役、職員                                                                                    | 日本電信電話株式会社等に関する法律（NTT法）19条-21条                                 |
| 株式会社                       | NEXCO3社 首都高速道路 阪神高速道路 本州四国連絡高速道路                  | 取締役、執行役、会計参与、監査役、職員                                                                            | 高速道路株式会社法18条-20条                                                          |
| 株式会社                       | 前払金保証事業を営む会社                                                 | 役員、職員 | 公共工事の前払金保証事業に関する法律29条                                             |
| 株式会社                       | 産業再生機構                                                             | 取締役、会計参与、監査役、職員                                                                                    | 株式会社産業再生機構法61条-62条の2                                                   |
| 株式会社                       | 中間貯蔵・環境安全事業                                                   | 取締役、執行役、会計参与、監査役、職員                                                                            | 中間貯蔵・環境安全事業株式会社法16条-18条                                            |
| 株式会社                       | 成田国際空港                                                             | 取締役、執行役、会計参与、監査役、職員                                                                            | 成田国際空港株式会社法18条-20条の2                                                   |
| 株式会社                       | 中部国際空港                                                             | 取締役、執行役、会計参与、監査役、職員                                                                            | 中部国際空港の設置及び管理に関する法律24条-25条の2                                   |
| 株式会社                       | 新関西国際空港                                                           | 取締役、執行役、会計参与、監査役、職員                                                                            | 関西国際空港及び大阪国際空港の一体的かつ効率的な設置及び管理に関する法律36条-38条の2 |
| 株式会社                       | 北海道旅客鉄道（JR北海道） 四国旅客鉄道（JR四国） 日本貨物鉄道（JR貨物） | 会社の取締役、執行役、会計参与、監査役または職員                                                                  | 旅客鉄道株式会社及び日本貨物鉄道株式会社に関する法律（JR会社法）16条-18条            |
| 株式会社                       | 東京地下鉄（東京メトロ）                                                 | 取締役、執行役、会計参与、監査役、職員                                                                            | 東京地下鉄株式会社法12条-14条                                                        |
| 株式会社                       | 輸出入・港湾関連情報処理センター （NACCSセンター）                       | 取締役、執行役、会計参与、監査役、職員                                                                            | 電子情報処理組織による輸出入等関連業務の処理等に関する法律22条-24条                  |
| 株式会社                       | 中小企業投資育成                                                         | 取締役、執行役、会計参与、監査役、職員                                                                            | 中小企業投資育成株式会社法13条-14条の2                                               |
| 株式会社                       | 産業革新投資機構                                                         | 取締役、会計参与、監査役、職員                                                                                    | 産業競争力強化法151条-153条の2                                                       |
| 株式会社                       | 農林漁業成長産業化支援機構                                               | 取締役、会計参与、監査役、職員                                                                                    | 株式会社農林漁業成長産業化支援機構法42条-44条                                        |
| 株式会社                       | 地域経済活性化支援機構                                                   | 取締役、会計参与、監査役、職員                                                                                    | 株式会社地域経済活性化支援機構法68条-70条の2                                         |
| 株式会社                       | 民間資金等活用事業推進機構                                               | 取締役、会計参与、監査役、職員                                                                                    | 民間資金等の活用による公共施設等の整備等の促進に関する法律88条-90条                  |
| 株式会社                       | 海外需要開拓支援機構                                                     | 取締役、会計参与、監査役、職員                                                                                    | 株式会社海外需要開拓支援機構法39条-41条                                              |
| 株式会社                       | 海外交通・都市開発事業支援機構                                           | 取締役、会計参与、監査役、職員                                                                                    | 株式会社海外交通・都市開発事業支援機構法40条-42条                                    |
| 株式会社                       | 海外通信・放送・郵便事業支援機構                                         | 取締役、会計参与、監査役、職員                                                                                    | 株式会社海外通信・放送・郵便事業支援機構法40条-42条                                  |
| 株式会社                       | 脱炭素支援機構                                                           | 取締役、会計参与、監査役、職員                                                                                    | 地球温暖化対策の推進に関する法律66条                                                 |
| 株式会社                       | (全ての会社)                                                             | 取締役、会計参与、監査役、執行役、支配人、事業に関するある種類 もしくは特定の事項の委任を受けた使用人または検査役 | 会社法967条-969条                                                                    |
| 独立行政法人                   | 日本スポーツ振興センター                                                 | 役員、職員、スポーツ振興投票対象試合関係者                                                                        | スポーツ振興投票の実施等に関する法律37条-40条                                        |
| 独立行政法人                   | 国際観光振興機構                                                         | 役員、職員 | 独立行政法人国際観光振興機構法14条                                                   |
| 財団法人                       | 日本財団                                                                 | 競走選手 | モーターボート競走法72条-75条                                                        |
| 財団法人                       | JKA                                                                      | オートレース選手                                                                                                  | 小型自動車競走法65条-68条                                                            |
| 財団法人                       | JKA                                                                      | 競輪選手 | 自転車競技法60条-63条                                                                |
| 一般社団法人および一般財団法人 | (すべての法人)                                                           | 理事、監事、評議員、事業に関するある種類 もしくは特定の事項の委任を受けた使用人または検査役                       | 一般社団法人及び一般財団法人に関する法律337条                                        |
| 認可法人                       | 日本貸金業協会                                                           | 役員または職員 | 貸金業法50条の3-50条の4                                                              |
| 特殊法人                       | 日本放送協会（NHK）                                                      | 役員 | 放送法183条各項                                                                      |
| 特殊法人                       | 日本中央競馬会（JRA）                                                    | 経営委員会の委員、役員、職員                                                                                      | 日本中央競馬会法37条-38条                                                            |
| 特殊法人                       | 日本中央競馬会（JRA）                                                    | 調教師、騎手、競走馬の飼養、調教を補助する者                                                                      | 競馬法32条の2-32条の4                                                                |
| 地方共同法人                   | 地方競馬全国協会（NAR）                                                  | 調教師、騎手、競走馬の飼養、調教を補助する者                                                                      | 競馬法32条の2-32条の4                                                                |
| 社会福祉法人                   | (すべての法人)                                                           | 評議員、理事、監事、会計監査人                                                                                    | 社会福祉法130条の3                                                                   |
| 学校法人および準学校法人       | (すべての法人)                                                           | 役員、会計監査人                                                                                                  | 私立学校法158条                                                                      |
| 公共法人                       | 土地改良区                                                               | 役員、総代 | 土地改良法140条-141条                                                                |
| 公共法人                       | 土地改良区連合                                                           | 役員、議員 | 土地改良法140条-141条                                                                |
| その他                         | 都道府県農業会議                                                         | 会議員 | 農業委員会等に関する法律56条                                                         |
| その他                         | マンション建替事業の施行者                                               | マンション建替組合の役員、総代、職員、審査委員 個人施行者（法人である「個人施行者」の場合は役員と職員）           | マンションの建替え等の円滑化に関する法律223条                                        |

### 不正競争防止法による外国公務員に対する賄賂罪
不正競争防止法18条は、外国公務員等に対し、国際的な商取引に関して営業上の不正の利益を得るために、その外国公務員等に、その職務に関する行為をさせ若しくはさせないこと、又はその地位を利用して他の外国公務員等にその職務に関する行為をさせ若しくはさせないようにあっせんをさせることを目的として、金銭その他の利益の供与する行為やその申込み・約束する行為を処罰する。
- 九電工のフィリピン政府への利益供与疑惑
- PCI事件
- 日本交通技術
- 三菱日立パワーシステムズ